# Onthophagus ochromerus
Onthophagus ochromerus là một loài bọ cánh cứng trong họ Bọ hung (Scarabaeidae).